# Ģirts Lilienfelds
Ģirts Lilienfelds (* 4. Dezember 1982 in Dobele, Lettische SSR) ist ein ehemaliger lettischer Handballspieler. Er stand ab dem Jahr 2008 beim deutschen Zweitligisten ThSV Eisenach unter Vertrag. Zuvor spielte Lilienfelds beim lettischen Verein ASK Rīga. Ab dem Sommer 2015 lief er für den HSC 2000 Coburg auf. Nach der Saison 2017/18 beendete er seine Karriere.
Für die lettische Handballnationalmannschaft bestritt der Rückraumspieler mindestens 78 Länderspiele.
Lilienfelds ist verheiratet und Vater von zwei Söhnen.